# Tepeyica
Tepeyica är en ort i Mexiko.   Den ligger i kommunen Eloxochitlán och delstaten Hidalgo, i den sydöstra delen av landet, 160 km norr om huvudstaden Mexico City. Tepeyica ligger 1 948 meter över havet och antalet invånare är 140.
Terrängen runt Tepeyica är bergig åt nordväst, men åt sydost är den kuperad. Tepeyica ligger uppe på en höjd. Runt Tepeyica är det glesbefolkat, med 17 invånare per kvadratkilometer. Närmaste större samhälle är Lototla, 19,2 km öster om Tepeyica. I omgivningarna runt Tepeyica växer huvudsakligen savannskog.